# Gabriel Sudan

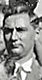
Zúrich 1932

Gabriel Sudan (14 de abril de 1899 – 22 de junio de 1977) fue un matemático rumano, reconocido por la función de Sudan, que representa un ejemplo importante en la teoría de la computación, de manera similar a la función de Ackermann.
Nacido en Bucarest, Sudán recibió su doctorado en la Universidad de Göttingen en 1925 por su tesis Über die geordneten Mengen ("Sobre la teoría de conjuntos ordenados"), supervisada por David Hilbert. Enseñó en la Universidad Politécnica de Bucarest desde 1941 hasta su jubilación, en 1966.
Sudán creó la función que lleva su nombre con el mismo objetivo que Wilhelm Ackermann: responder a un problema planteado por Hilbert, su profesor, acerca de la existencia de funciones recursivas que no son recursivas primitivas. Las funciones de Ackermann y Sudán son cronológicamente los primeros ejemplos de dicha categoría, razón por la cual representan un importante objeto de estudio.